# Oleksandrivsk
Oleksandrivsk (en ucraniano: Олександрівськ; en ruso: Александровск, romanizado: Aleksandrovsk) es una ciudad ucraniana perteneciente al óblast de Lugansk. Situada en el este del país, hasta 2020 era parte del área municipal de Lugansk, pero hoy es parte del raión de Lugansk y del municipio (hromada) de Lugansk.
Oleksandrivsk forma parte del área metropolitana de Lugansk. La ciudad se encuentra ocupada por Rusia desde la guerra del Dombás, siendo administrada como parte de la de facto República Popular de Lugansk.

## Geografía
Oleksandrivsk está a orillas del río Lugan, situada 10 kilómetros al noroeste de Lugansk.

## Historia
El asentamiento surgió a fines del siglo XVIII alrededor de la finca de Konstantín Yuzbashi y su hijo Alexander, en honor al cuál recibió el nombre de Aleksandrovka. El año oficial de fundación es 1772. Desde 1883, la finca Aleksandrovka y sus tierras pertenecían a León Golubev, noble y consejero de estado del zar.
Se convirtió en asentamiento urbano en 1959 y recibió el estatuto de ciudad en 1961. En 1968, la base de la economía era la minería del carbón, y aquí también funcionaba una planta de aparatos eléctricos.
El 5 de junio de 2014, el ayuntamiento de Oleksandrivsk reconoció a la autoproclamada República Popular de Lugansk como su estado.

## Demografía
La evolución de la población entre 1939 y 2022 fue la siguiente:
| 4173                                                          | 11 147 | 8287 | 8068 | 7725 | 7045 | 6831 | 6709 | 6635 | 6481 | 6401 |
| (Fuente: Cities & Towns of Ukraine y UKRAINE: Größere Städte) |        |      |      |      |      |      |      |      |      |      |

Según el censo de 2001, la lengua materna de la mayoría de los habitantes, el 56,65%, es el ruso; del  41,73% es el ucraniano y del 1,46%, el armenio.

## Infraestructura

### Arquitectura, monumentos y lugares de interés
En la ciudad quedan varios monumentos construidos en el siglo XIX, como la catedral de Oleksandrivsk (de estilo neobizantinos y neogóticos), o la edificios abandonados de la finca señorial.